# Swastika (Film)
Swastika (Sanskrit ‚Das Heilbringende‘, Bezeichnung für das Hakenkreuz) ist ein britischer Dokumentarfilm von Regisseur Philippe Mora aus dem Jahr 1973. Der Film sollte bei den Filmfestspielen von Cannes gezeigt werden, die Vorführung wurde nach Tumulten jedoch abgebrochen.

## Inhalt
Swastika ist ein Zusammenschnitt aus Wochenschauen der 1930er Jahre, weiterem NS-Propagandamaterial und Eva Brauns privaten Filmen. Die Montage aus den verschiedenen überlieferten bewegten Zeitdokumenten stellt bewusst Schein und Sein gegenüber beziehungsweise verbindet sie: Zum einen offizielle idyllische Alltagsimpressionen, die ein glückliches, aufstrebendes Gemeinwohl namens Deutschland zeigen, und jene Massenaufmärsche und apotheotischen Jubelprozessionen für den, der dies – so sollte suggeriert werden – möglich machte, den „Führer“ Adolf Hitler. Zum anderen private Aufnahmen vom Obersalzberg, wo die Nazi-Clique Kaffeekränzchen abhält, nebenher mit Kindern und Hunden schäkert, dem Freizeitspaß am See frönt oder ein beschauliches Weihnachtsfest mit Brezeln in Swastika-Form begeht. Bei Letzteren bekommt der Betrachter Szenen zu sehen, in denen Hitler eher profan und ungelenk auftritt und die so „vom Mythos eines bösen, dämonischen Führers nicht mehr viel übrig lassen“. Die Bestialität, von der alle Welt inzwischen erfahren hat, hat sich in der Gesamtszenerie des Berghofes in Banalität und Durchschnittlichkeit verflüchtigt.
Die Schnittfolgen stehen für sich; sie sind mit keinem didaktischen Off-Kommentar unterlegt, jedoch „mit pompösen Wagnerklängen oder lieblichem Beethoven“. Die Stummfilmpassagen von den Zusammenkünften auf dem Obersalzberg wurden von Lippenlesern analysiert, um sie nach Verifizierung durch Zeitzeugen wie Albert Speer nachträglich zu synchronisieren.
Der Anfang von Swastika erinnert an die Eingangssequenzen von Walter Ruttmanns Berlin – Die Sinfonie der Großstadt. Szenen wie die mit den im Wald stolzierenden und singenden idealtypischen Mädchen des „Bundes Deutscher Mädel“ hinwiederum lassen an Leni Riefenstahl denken. Es gibt zwei Momente im Film, in denen die harmlose Realität und die grausame Realität krass aufeinandertreffen: „Unvermittelt, etwa nach der Hälfte des Films, sind nach den wohlgenährten Speer-Kindern auf dem Berghof die hungernden, auf der Straße bettelnden Kinder des Warschauer Ghettos einmontiert. Der Schnitt ist als Schock konzipiert, aber das Material bleibt in seiner Kürze ein Fremdkörper. Genauso das Ende von Swastika, welches nach dem ganzen Hitler-Pathos und der Hitler-Banalität wenige Takes aus Bergen-Belsen einschiebt. Es sind Aufnahmen der Toten und die ikonische Szene eines Traktors, der bergeweise dürre Leichen in ein Massengrab schiebt.“
Gezeigte Personen
Adolf Hitler, Eva Braun, Gretl Braun, Hermann Göring, Joseph Goebbels, Rudolf Heß, Reinhard Heydrich, Heinrich Himmler, Albert Speer, Werner von Blomberg, Martin Bormann, Dirk Brinkley, Wilhelm Brückner, Neville Chamberlain, Fräulein Christians, Graf Ciano, Hermann Esser, Wilhelm Furtwängler, Heinrich Hoffmann, Fritz Kuhn, Benito Mussolini, Dr. Theodor Morell, Joachim von Ribbentrop, Baldur von Schirach, Fräulein Schröder, Franz Xaver Schwarz, Julius Streicher, Adolf Wagner, Arno Breker, Josef Thorak, Jesse Owens, Albert Einstein.

## Entstehung und Veröffentlichung
Ursprünglich wollten der australische Filmemacher Philippe Mora und der deutsche Historiker Lutz Becker 1970 gemeinsam Albert Speers Autobiografie verfilmen. Bei den Archivrecherchen waren sie auf ein Foto gestoßen, dass zeigt, wie Eva Braun mit einer 16-mm-Handkamera Hitler filmt. Eine Anfrage beim Pentagon ergab, dass 1945 acht Zelluloidbüchsen mit 16-mm-Farbmaterial in Eva Brauns Schlafzimmer auf dem Obersalzberg gefunden und beschlagnahmt worden waren. Mit dem übergebenen, bisher unveröffentlichten Material kontrastierten sie dann 1972 in London das bekannte hochtönende Propagandamaterial.
Bei der Uraufführung im Rahmen des Filmfestivals in Cannes 1973 kam es zu Tumulten. Aus Protestbekundungen und Streitereien unter den Zuschauern sowie mit dem Regisseur entwickelten sich Handgreiflichkeiten, die den Abbruch der Vorstellung bedingten. Ein deutscher Verleih, der den Film ins Kino bringen wollte, zog sein Interesse zurück und in Frankreich wurde eine Kopie aus dem Projektorraum geraubt und über jüdischen Gräbern verstreut.
Anlässlich des 200. Geburtstages der Humboldt-Universität reiste Regisseur Philippe Mora 2009 nach Berlin, um am 23. November seinen lange verfemten Film vorzustellen. Im darauffolgenden Jahr gelangte der Film erstmals in deutsche Kinos und war auf DVD erhältlich.

## Kritiken
Sonja M. Schultz von critic.de befand, dass „dem Versuch, die Nazielite mit ihren eigenen Bildern zu entlarven […] etwas Holpriges, letztlich Unreflektiertes“ anhafte. Disparate Materialien würden Brüche erzeugen und die das Propagandagewicht verstärkende Musikvertonung das eigene Anliegen der Dekonstruktion untergraben.
Andreas Thomas von filmgazette.de ist in einem Punkt gegenteiliger und in einem Punkt derselben Meinung. Er schreibt, es gebe keinen wirklichen Bruch zwischen den inszenierten Passagen und der kleinbürgerlich-idyllischen Geselligkeit, deshalb werde „die Geschichte des Dritten Reiches mit der Privatfigur Hitler ‚gleich[ge]schaltet‘; und das auf eine denkbar naive Weise“. Des Weiteren schreibt er: „Eine Zumutung ist der Film vermutlich erst deshalb, weil er den Geist der Nazi-Propaganda affirmativ fortschreibt und in seinem Rausch und Fanatismus auf die Spitze führt, nicht nur ohne jeden kritischen und distanzierenden Kommentar, sondern, im Gegenteil, mit allen Mitteln der dramatischen Steigerung durch Bild- und Toncollagen.“ Gerade die Aufblähung der Original-Ästhetik könne aber tauglich sein, die Volksverblendungsmechanismen zu begreifen. Insofern wende sich der Film an gebildete, mündige Menschen.
In der Berliner Zeitung merkte Alexandra Seitz an, dass Swastika 1973 „mit seinen so pietätlosen wie manipulativen Bild-Ton-Montagen und seiner grundsätzlich absurden Herangehensweise seiner Zeit voraus“ war. Heute wisse man (und Mora leitete seinen Film mit dieser Feststellung schon damals ein), dass gerade der Normalbürger-Aspekt im Verbrechenskontext schockierender ist als etwas immerdar Böses. Seitz hält den Film für faszinierend und wichtig.